# Entrala
Entrala – gmina w Hiszpanii, w prowincji Zamora, w Kastylii i León, o powierzchni 10 km². W 2011 roku gmina liczyła 169 mieszkańców.